# Bodle
Bodle (anche boddle o bodwell ) era il nome popolare di una moneta scozzese di rame dal valore di 2 penny scozzesi o mezzo groat; era la moneta di minor valore. Il valore era equivalente a circa un sesto del penny inglese.

## Storia
La tradizione fa risalire il nome a un Bothwell, un incisore della zecca di Edimburgo, che tuttavia non sembra essere nell'elenco delle persone collegate con questa zecca.
Fu coniata la prima volta in rame nel 1677, sotto Carlo II.
In precedenza la moneta scozzese dello stesso valore era detta turner.
Nelle monete minute il bodle era affiancato dal bawbee, la moneta da sei penny scozzesi.
La moneta nella prima emissione pesava circa 43 grani; al dritto c'era la legenda CAR II D G SCO ANG FRA ET HIB REX ed vi erano raffigurati una spada ed uno scettro decussati, con la corona in alto; al rovescio era raffigurato un cardo fogliato con la legenda NEMO ME IMPUNE LACESSET.
Non fu coniata durante i 4 anni di regno di Giacomo VII di Scozia, che vide solo l'emissione di monete d'argento.
La moneta fu ripresa da Guglielmo II di Scozia e Maria II di Scozia, negli anni dal 1691 al 1694. Manteneva il valore di 2 penny scozzesi ed aveva un peso di 39 grani circa. Al dritto aveva il monogramma con le iniziali dei sovrani "W" e "M" e la legenda D G MAG BR FR ET HIB REX ET REGINA; al rovescio il cardo fogliato e coronato e la legenda NEMO ME IMPUNE LACESSET.
```
Dopo la morte di Maria, Guglielmo coniò una nuova emissione del 
bodle
 dal 1695 al 1697. Il peso era di circa 42,5 grani ed i tipi etano quelli di Carlo II, spada e scettro coronati al dritto e cardo coronato al rovescio. La nuova legenda al dritto era 
GVGLIELMVS
 ecc.
```

L'ultima monetazione fu nel 1697, sotto Guglielmo II di Scozia.